# Litze (Geflecht)

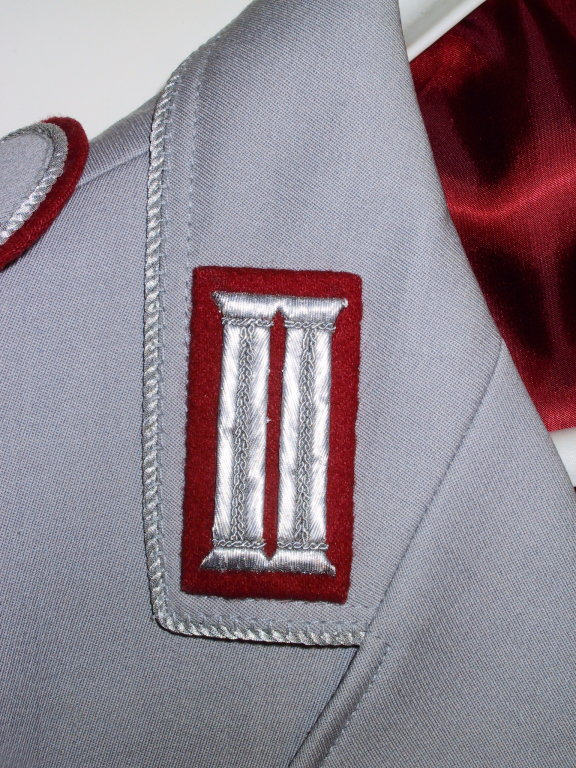
Doppellitze auf Kragenspiegel eines Bw-Dienstanzuges (Offizier)

Schulterklappe Bw-Feldanzug (Oberfähnrich Sanitätsdienst) mit kobaltblauer Flachlitze und silberner OA-Kordel („Discolitze“)

Unter Litze versteht man in der Textiltechnik ein Geflecht. Ursprünglich eine dünne Textilkordel oder Drahtschnur bezeichnend, leitete sich davon später der Begriff für (farbige) Schnureinfassungen von Knopflöchern ab.
Entsprechend steht Litze im erweiterten Sinn für einen schmalen Besatz aus textiler Borte, Metalltresse oder Stickerei, insbesondere von echten oder falschen, d. h. nicht eingeschnittenen, Knopflöchern. Die bei der Bundeswehr an den Kragenspiegeln des Dienstanzugs getragenen Doppellitzen bzw. Spiegellitzen in Form der Ziffer Zwei der römischen Zahlschrift stellen denn auch nichts anderes dar als einen traditionellen, stilisierten Knopflochschmuck. 
Litzen heißen aber auch beim Heer der Bundeswehr die schmalen textilen Aufschiebeschlaufen in Waffenfarbe der jeweiligen Truppengattung. Sie sind an den Schulterklappen des Feldanzugs, auf Höhe der Schulternaht, anzulegen (siehe unten).
Letztlich besitzt eine Litze mehr den Charakter eines schmückenden Posaments, sie dient jedoch weniger der Verstärkung eines Kleidungsstücks. Heute finden Litzen kaum noch Verwendung, da sie erheblich teurer sind als gewobene Bänder bzw. Kordeln. 

## Uniformen und Trachten
Litzen wurden besonders häufig bei Uniformen des 19. Jahrhunderts und Trachten als schmückendes und abgrenzendes Element verwendet.
In der alten Armee (nach 1871) waren Litzen ursprünglich meist den Gardeeinheiten vorbehalten. Zum 100. Geburtstag des alten Kaisers verlieh Kaiser Wilhelm II. am 22. März 1897 dem Grenadier-Regiment „König Wilhelm I.“ (2. Westpreußisches) Nr. 7 Litzen. Bis 1918 wurden auch weitere Grenadier-Regimenter und andere Truppenteile mit Litzen ausgezeichnet.
Prinzipiell gab es drei Hauptformen von Litzen in der alten Armee bis zum Übergangsheer (Reichswehr nach dem Ersten Weltkrieg):
- Altpreußische Litzen (Litzen alter Art mit oder ohne Spiegel)
- Einfache Litzen (Einfache Kapellenlitzen)
- Doppellitzen (Doppelte Kapellenlitzen)

1915 wurden auf der Felduniform die bisherigen Kragenlitzen durch eine kürze Version ersetzt. Diese bildete das Muster der um 1921, mit Formierung des Übergangsheeres der Reichswehr, allgemein eingeführten Doppellitzen. Man nannte diese auch doppelte Kolbenlitzen.
Bei der Bundeswehr nennt man die schmalen waffenfarbigen Aufschiebeschlaufen an den Schulterklappen des Feldanzugs ebenfalls Litzen (siehe oben). Sie sind aus 5 Millimeter breiter geklöppelter textiler Flachlitze gefertigt. Unteroffizieranwärter mit bestandenem Lehrgang tragen oberhalb davon eine 8 Millimeter breite Flachlitze aus hellaltgoldfarbenem Metallgespinst („Hoffnungsbalken“). Feldwebel- und Offizieranwärter tragen oberhalb der Flachlitze eine gedrehte Schnur aus altgoldenem bzw. silberfarbenem Metallgespinst (Oberfähnriche diese nur am Feldanzug); das Anwärterabzeichen heißt im Soldatenjargon fälschlich „Discolitze“ (statt tatsächlich „Discokordel“). Reservisten führen eine schwarz-rot-goldene Kordel. Genaueres siehe unter Waffenfarben.

## Galerie

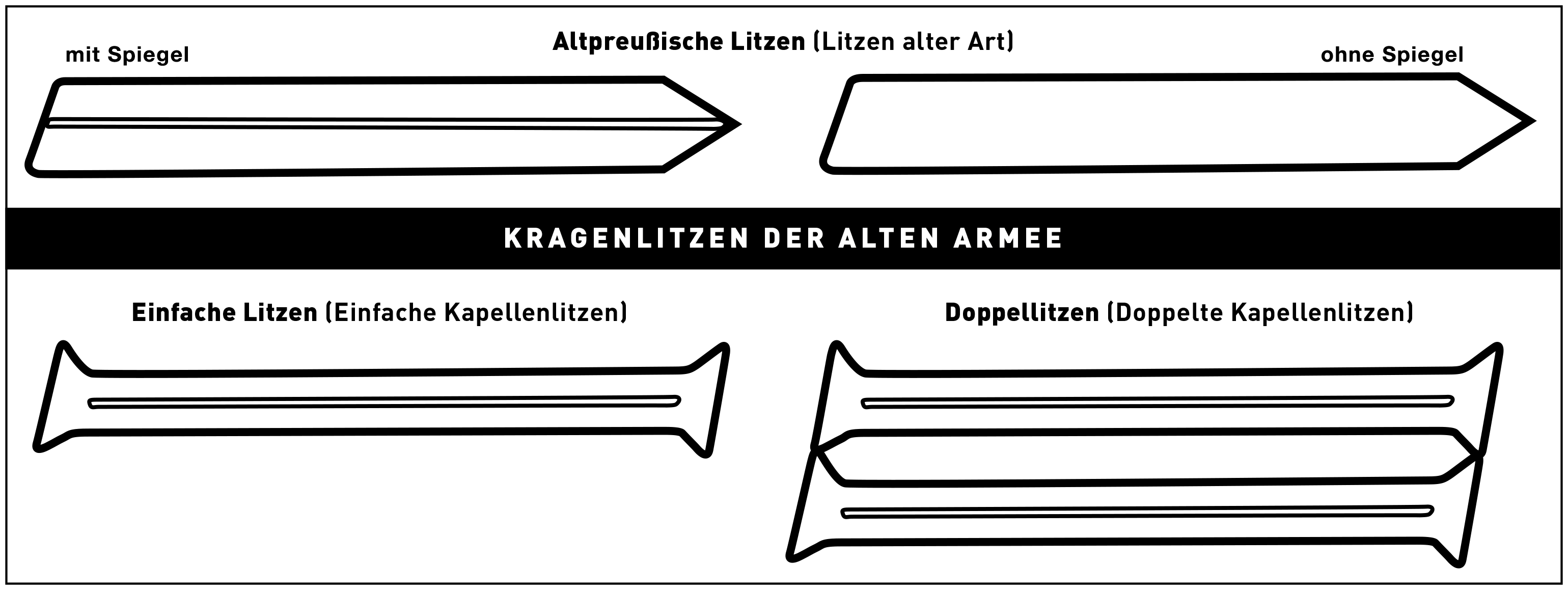
Kragenlitzen-Versionen der alten Armee, bis 1918
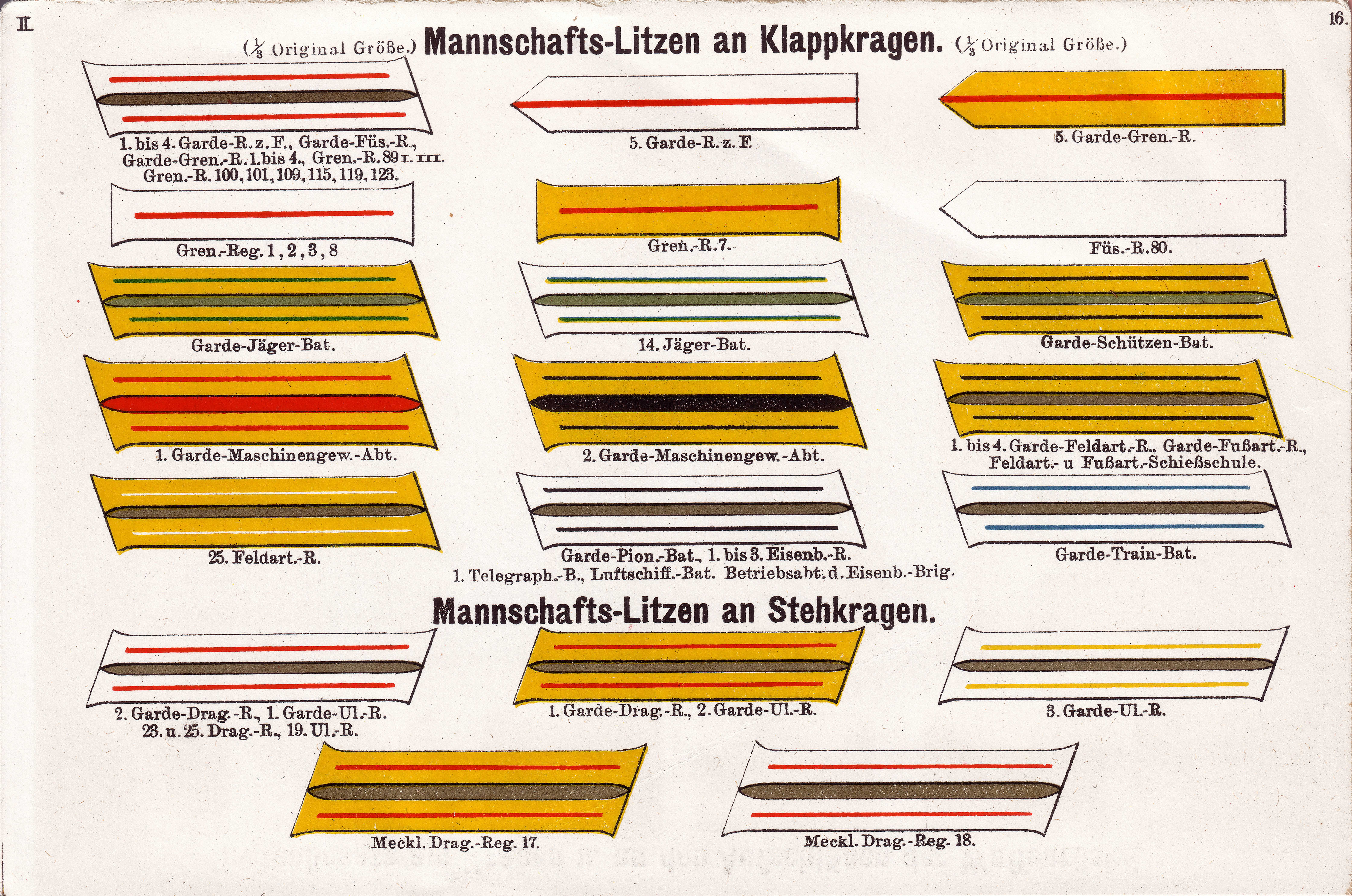
Lange Kragenlitzen der Deutschen Armee von ca. 1910 bis ca. 1915
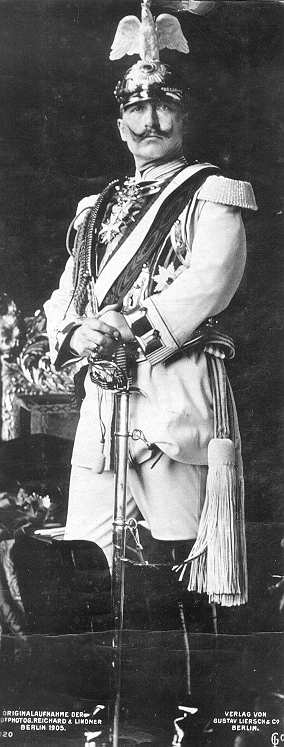
Wilhelm II., Koller (Kragen, Aufschläge) mit Litzen, Borten, Tressen, 1905
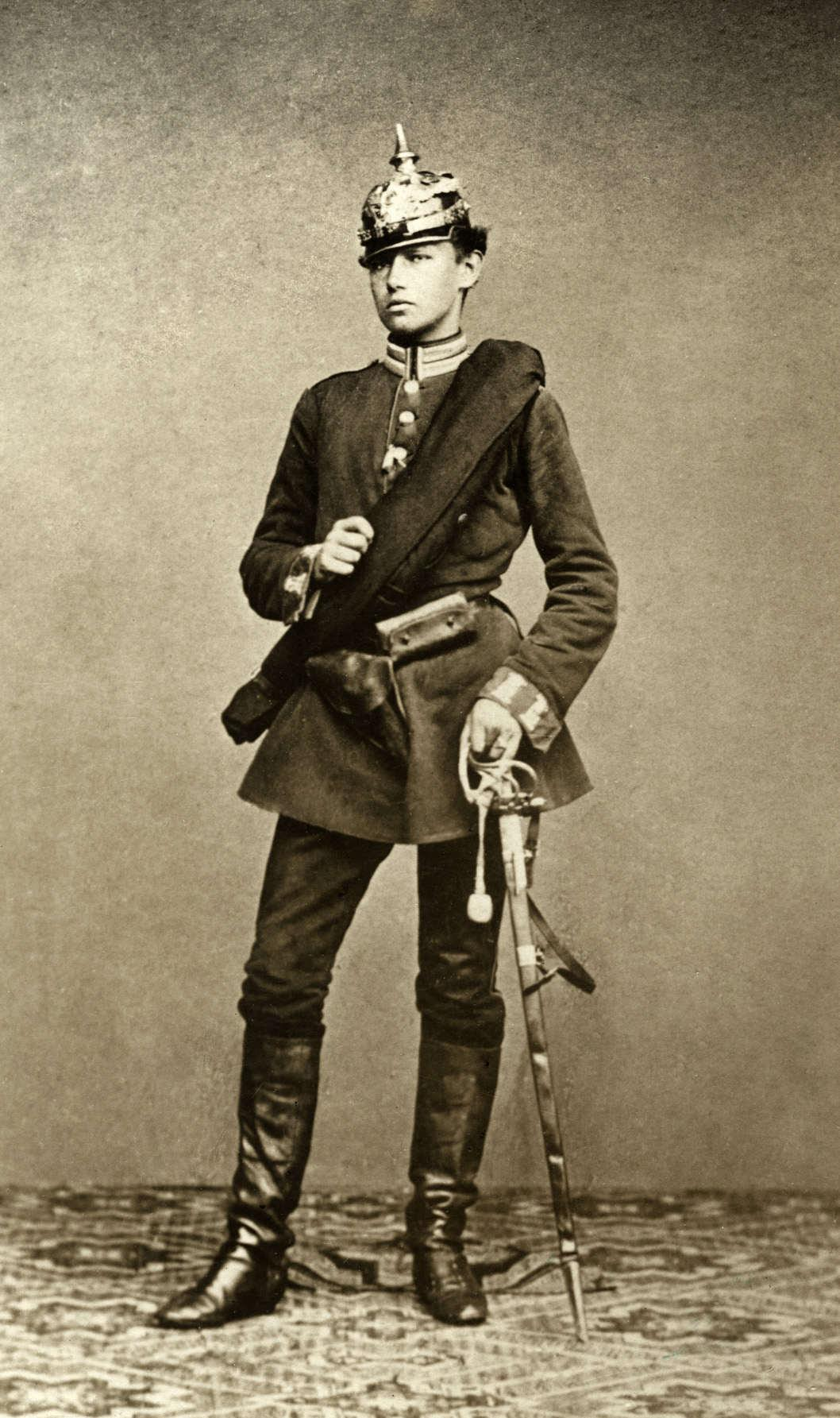
Paul von Hindenburg, als Leutnant des 3. Garde-Regiments zu Fuß, 1866
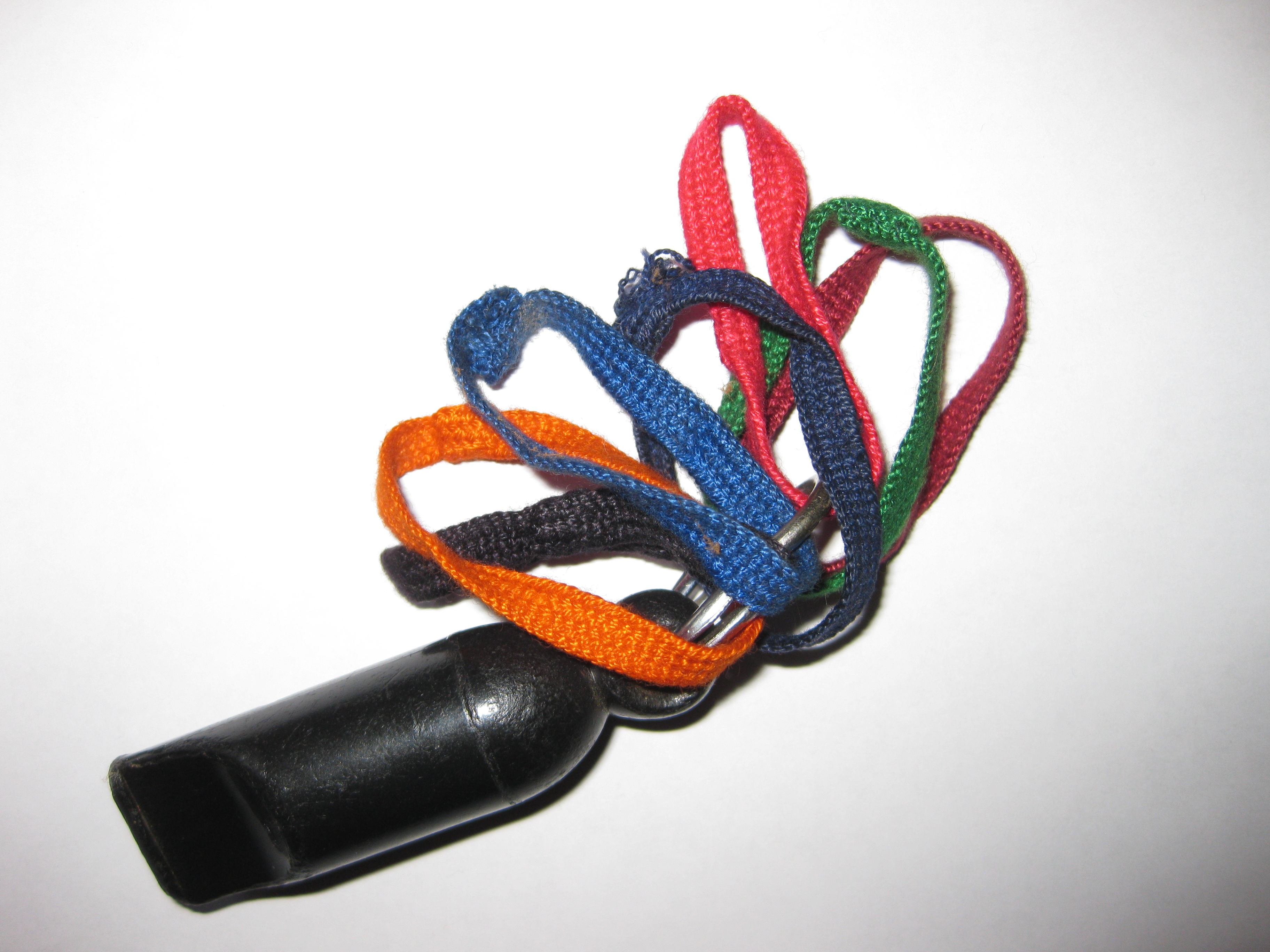
Flachlitzen in diversen Waffenfarben, für Bw-Schulterklappen